# Alfons Schuchter

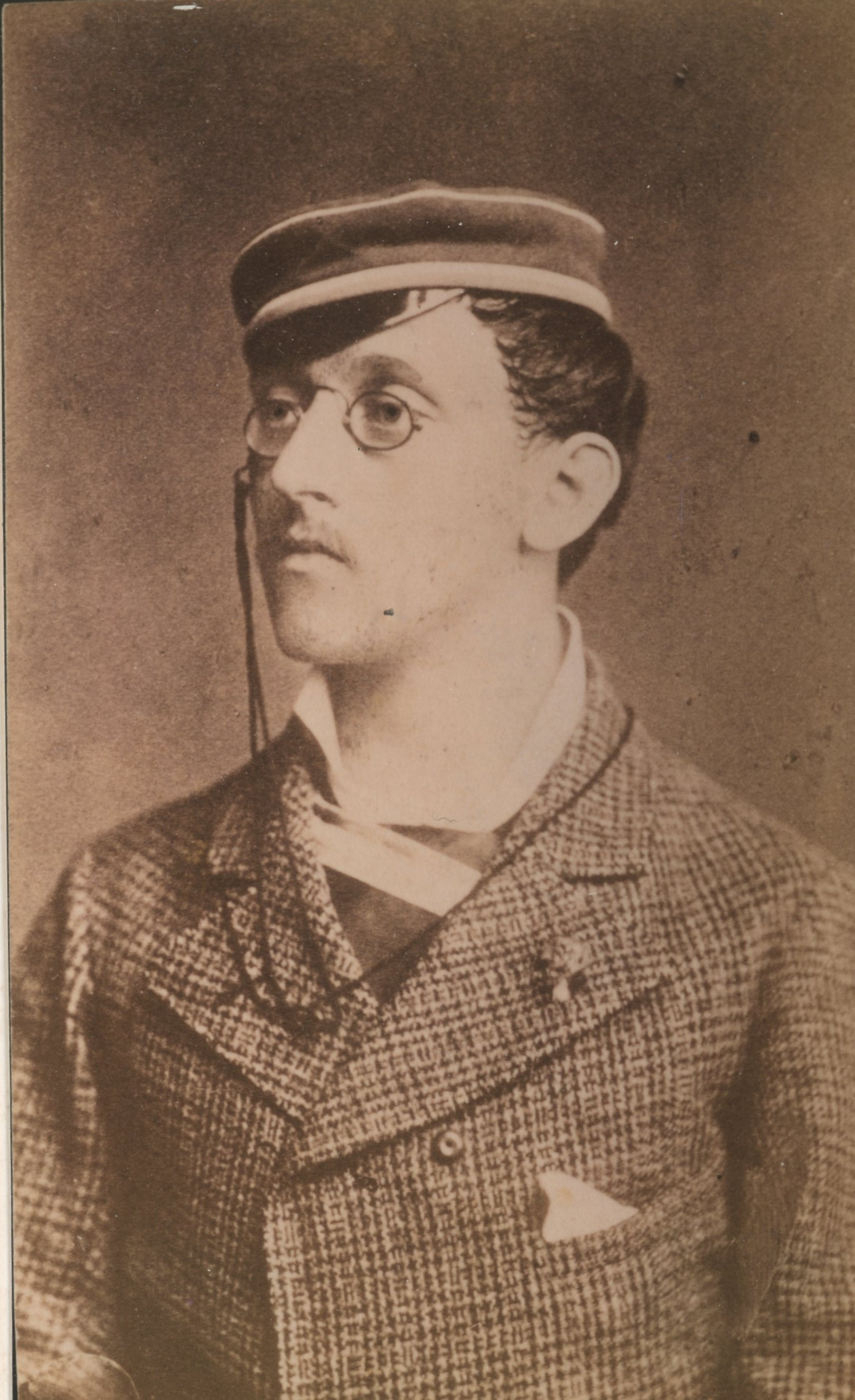
Alfons Schuchter (1880)

Alfons Schuchter (* um 1856; † Dezember 1934 in Innsbruck) war ein Bezirkshauptmann im Kaisertum Österreich.

## Biografie
Nach der Matura studierte Schuchter an der Universität Innsbruck Rechtswissenschaft. 1880 wurde er im Corps Gothia Innsbruck recipiert. Er trat nach den Examen in den politischen Dienst Österreich-Ungarns. Er fand eine Anstellung bei der Statthalterei für Tirol und Vorarlberg, bei der er bis zum Bezirkshauptmann aufstieg. Zuletzt lebte er in Innsbruck.